# C. V. Wedgwood
Dame Cicely Veronica Wedgwood (20 de julio de 1910-9 de marzo de 1997), quien publicó bajo el seudónimo C.V. Wedgwood, fue una historiadora británica que se especializó en historia de la Inglaterra del siglo XVII y la Europa continental, se dice que sus biografías e historias narrativas proporcionaban un claro y entretenido término medio entre las obras populares y académicas.

## Biografía
Wedgwood nació en Stocksfield, Northumberland, el 20 de julio de 1910. Era la única hija de Sir Ralph Wedgwood, Bt, un ejecutivo ferroviario, y su esposa Iris Veronica Wedgwood, de soltera Pawson, novelista y escritora de viajes. Su hermano era el político e industrial Sir John Wedgwood. Wedgwood era la tatara-tatara-nieta del alfarero y abolicionista Josiah Wedgwood.
Fue educada en casa y posteriormente en Norland Place School. Obtuvo un primer título en Clásicos e Historia Moderna en Lady Margaret Hall, Oxford, donde AL Rowse dijo que era "mi primera alumna sobresaliente". En 1932, se matriculó para un doctorado en la London School of Economics bajo la supervisión de RH Tawney, pero nunca lo terminó.

## Carrera profesional
Wedgwood publicó su primera biografía, Strafford, a la edad de 25 y La guerra de los treinta años, "su gran libro ... cubriendo un gran lienzo", según Rowse, sólo tres años después, una obra que Patrick Leigh Fermor llamó "con mucho el mejor y más emocionante libro sobre ese período".
Se especializó en historia europea de los siglos XVI y XVII. Su trabajo en la historia de Europa continental incluye un importante estudio sobre La guerra de los treinta años (1938) y biografías de William the Silent y el cardenal Richelieu. Dedicó la mayor parte de su investigación a la historia de Inglaterra, especialmente en la Guerra Civil Inglesa. Sus obras principales incluyen una biografía de Oliver Cromwell y dos volúmenes de una trilogía planificada, La gran rebelión, que incluía La paz del rey (1955) y La guerra del rey (1958). Continuó la historia con El juicio de Carlos I (1964). Se sabía que caminaba por los campos de batalla y experimentaba las mismas condiciones climáticas y de campo que los sujetos de sus historias, consciente de que Cromwell no tenía experiencia militar y la mayoría de los participantes en la Guerra Civil Inglesa eran "amateurs talentosos" cuando se trataba de maniobras militares. El tema suscitaba gran controversia y escuelas rivales de interpretaciones históricas, pero ella se mantuvo al margen, "probablemente desanimada por el puro escolasticismo en el que había degenerado el tratamiento del tema, la rudeza con que los académicos se trataban unos a otros al respecto, cuando ella misma siempre fue cortés y se comportaba como una dama ". En cambio, "lo notable de la visión de Wedgwood de la Guerra Civil fue la forma en que describió la pura confusión de todo, la imposibilidad de coordinar eventos en tres países, una vez que el orden desde el centro se había roto".
De William the Silent (1944), Rowse escribió que ella "demostró no solo un dominio de la investigación sino también madurez de juicio, con una capacidad literaria que no es común en la escritura académica. De hecho, escribió para que la leyeran y, como era de esperar, el libro le dio una larga procesión de premios y honores. . . " El New York Times lo destacó como un hito: "Los milagros ocurren. Hace una generación, la joven historiadora inglesa solía estar atada a un tema aburrido hasta que lo había mordisqueado. Hoy ya se atreve a seleccionar temas importantes", y elogió su erudición por equilibrar los detalles complejos con el drama humano:" La señorita Wedgwood no ha vacilado ante la complejidad o la magnitud de esta lucha accidentada, y la suya es una lucha brillante, sustancial e ingeniosamente organizada en un libro ".
Treinta años después de que publicara una biografía de Thomas Wentworth, conde de Strafford, publicó una versión muy revisada que era considerablemente más crítica con el personaje. En la versión anterior ella lo había llamado un "hombre sincero, valiente y capaz". Después de usar un conjunto de documentos de su familia que no había estado disponible antes, lo consideró codicioso y sin escrúpulos.
Ella estaba bien considerada en los círculos académicos y sus libros fueron ampliamente leídos. También tuvo éxito como conferenciante y locutora. En 1953 la BBC la invitó a presentar sus impresiones sobre la coronación de la reina Isabel II.  Fue tutora en Somerville College, Oxford, y fue profesora especial en University College London de 1962 a 1991. Según The Economist, "tenía el talento de novelista para adentrarse en el personaje de los gigantes de la historia". Publabacó usando sus inicies C.V. como pseudónimo p para disfrazar su género, consciente del prejuicio contra las mujeres como historiadoras serias.] También escribió sobre la responsabilidad del historiador de hacer más que analizar o describir. En lugar de hacerse pasar por un observador desinteresado, escribió: "Los historiadores siempre deben dibujar la moral". Ella ofreció su propia alternativa a la pulcritud proporcionada por la teoría: "[E] l valor total del estudio de la historia es para mí su delicioso debilitamiento de la certeza, su insistencia acumulativa de las diferencias de punto de vista ... de prejuicio que torna aburrida la historia, pero falta de pasión ".
George Steiner, quejándose de que "[m]ucho de lo que se considera historia en la actualidad apenas puede leerse", distingue a Wedgwood:
Reconoció que las preocupaciones contemporáneas afectaron sus evaluaciones históricas. En la introducción de 1957 a un nuevo lanzamiento de La guerra de los treinta años, que había aparecido por primera vez en 1938, escribió: "Escribí este libro en los años treinta, en un contexto de depresión en el país y tensión creciente en el extranjero. Las preocupaciones de aquella época desdichada proyectan sus sombras sobre sus páginas "  Respondió a los críticos de su atención a la biografía y el papel del individuo en la historia.
Se dice que sus biografías e historias narrativas han "proporcionado un claro y entretenido término medio entre las obras populares y las académicas".
En 1966, su reputación y notoriedad fueron suficientes para permitir a los autores de un estudio de La naturaleza de la narrativa invocar su nombre en referencia a la tradición de la erudición histórica: "...las narrativas poéticas tradicionales medievales contenían alusiones a eventos históricos verificables [aunque] su historia no era como la que podrían haber escrito Tácito, Beda o C.V. Wedgwood ".
En 1946 tradujo Die Blendung, de Elias Canetti, a modo de Auto de fe, bajo la supervisión del autor, aunque un erudito moderno que considera que el trabajo de Wedgwood es "normalmente excelente" duda que Canetti lo revisara en detalle. Él sospecha que ella dudó en presentar discusiones sobre misoginia y antisemitismo de manera bastante abierta.
Su libro El último de los radicales (1951), trataba sobre su tío Josiah Wedgwood, primer barón Wedgwood. Completó sólo un volumen de su Breve Historia del Mundo (1985) antes de que una enfermedad le impidiera continuar con el proyecto.
Sus ensayos, muchos de ellos publicados posteriormente en pequeñas colecciones, aparecieron originalmente en Time and Tide, de Lady Rhondda, donde ocupó puestos de editora desde 1944 hasta 1952, y en Times Literary Supplement, The Spectator y otras publicaciones periódicas. Garrett Mattingly elogió los ensayos de Truth and Opinion (1960) por "mostrar (u ocultar, más bien, pero siempre moldeado y controlado por) ese exquisito sentido de la forma, en un medio aparentemente casi informe, que es el más preciado de los ensayistas de primer nivel. regalo."

## Vida personal
Participó activamente en numerosas sociedades, incluida la rama de Londres del International Pen Club en Londres, donde fue presidenta de 1951 a 1957, así como en la Sociedad de Autores (presidenta, 1972-1977) y la Biblioteca de Londres. Fue nombrada miembro no legal del Comité Judicial que asesoraba al Ministro del Interior sobre la privación de la ciudadanía en 1948. Fue miembro del Arts Council de 1958 a 1961 y del Consejo Asesor del Victoria and Albert Museum de 1960 a 1969, y fue dos veces fideicomisaria de la National Gallery (1962-1968 y 1969-1976), y su primera fideicomisaria mujer. Fue miembro de la Comisión Real de Manuscritos Históricos de 1953 a 1978 y presidenta de la Asociación Inglesa durante 1955-1956. Fue elegida miembro de la Academia Británica en 1975.
En 1947 asistió a la primera reunión de la Sociedad Mont Pelerin. En 1966 fue una de los 49 escritores que firmaron una carta pidiendo a la Unión Soviética la liberación de Andrei Sinyavsky y Yuli Daniel del encarcelamiento basándose en los "méritos literarios y artísticos" de su trabajo y rechazando la caracterización de la misma como "propaganda". En sus últimos años fue una admiradora de Margaret Thatcher.

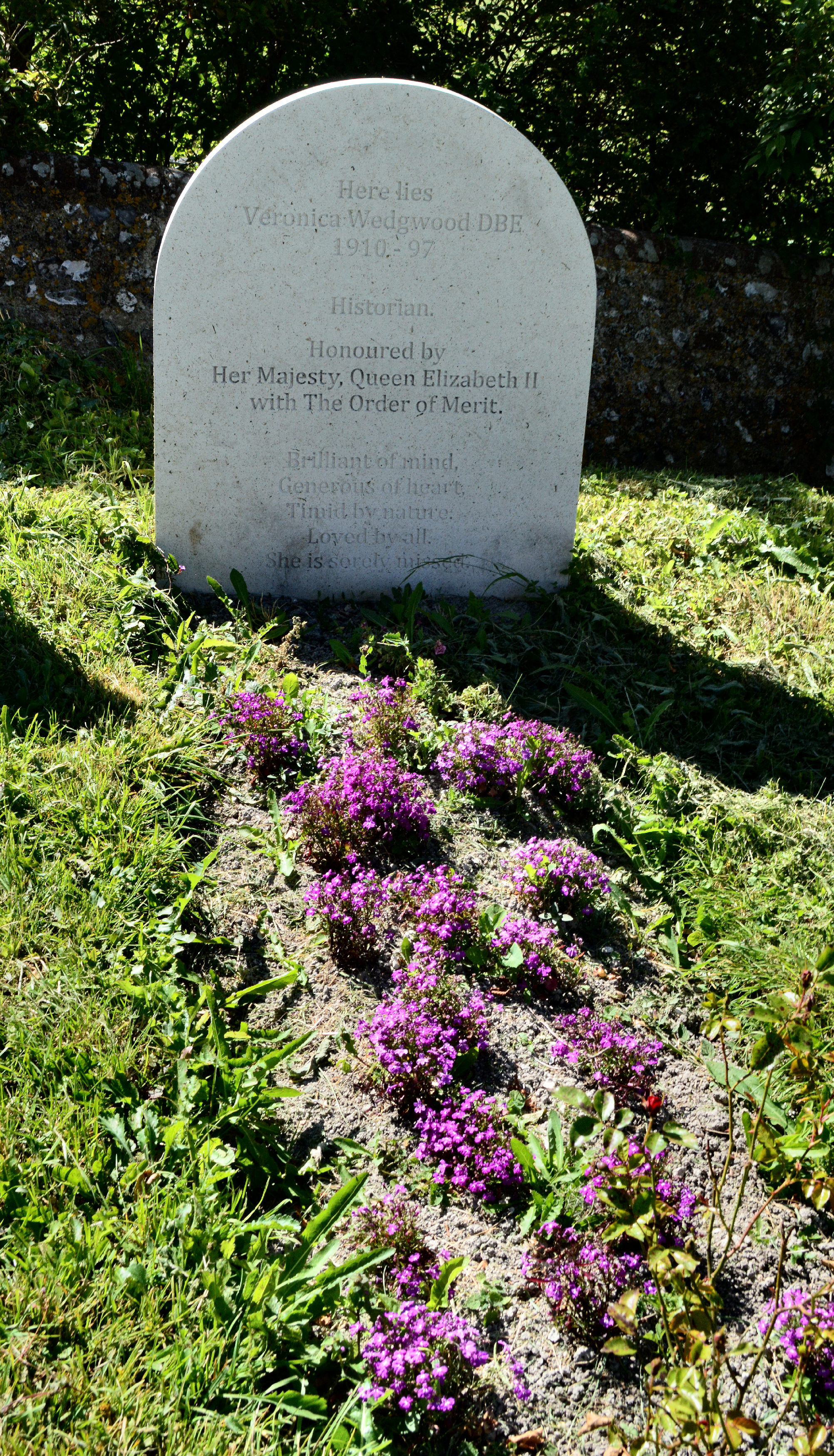
Su tumba en la iglesia de Alciston en East Sussex

En sus últimos años sufrió la enfermedad de Alzheimer. Murió el 9 de marzo de 1997 en el St Thomas 'Hospital de Londres.
Era lesbiana: le sobrevivió su pareja de casi 70 años, Jacqueline Hope-Wallace (fallecida en 2011), que trabajaba en la administración pública británica. Wedgwood y Hope-Wallace eran propietarias de una casa de campo cerca de Polegate en Sussex. Ambas procedían de familias musicales. El padre de Wedgwood era primo de Ralph Vaughan Williams y a quien está dedicada su Sinfónica de Londres. El hermano de Hope-Wallace, Philip, fue durante varios períodos crítico de música y teatro del Times, Time and Tide y el Manchester Guardian. Editó una colección de sus escritos como Words and Music (1981) para la que Wedgwood escribió la introducción.
En 1997, Hope-Wallace donó un retrato al óleo de Wedgwood de 1944 de Sir Lawrence Gowing a la National Portrait Gallery de Londres.

## Reconocimientos
Su biografía William the Silent fue galardonada con el premio James Tait Black Memorial de 1944. Holanda le otorgó la Orden de Orange-Nassau.
Recibió títulos honoríficos de las universidades de Glasgow y Sheffield y del Smith College, y fue miembro del Instituto de Estudios Avanzados enPrinceton de 1952 a 1966. Fue elegida miembro honorario de su universidad de Oxford, Lady Margaret Hall. En los Estados Unidos fue elegida miembro de la Academia de Artes y Letras (1966), Miembro Honorario Extranjero de la Academia Estadounidense de Artes y Ciencias (1973), y de la Sociedad Filosófica Estadounidense. Recibió la Medalla Goethe en 1958.
Fue nombrada CBE en 1956, DBE en 1968, y en 1969, cuando todavía no tenía sesenta años, se convirtió en la tercera mujer en ser nombrada miembro de la Orden del Mérito. Ella calificó el último de estos honores como "excesivo".

## Obra
- Strafford, 1593-1641 (1935; edición revisada: Thomas Wentworth, primer conde de Strafford, 1593-1641: A Revaluation (1961))
- The Thirty Years War (1938; nueva edición 1957; con bibliografía actualizada, 1961)
- Oliver Cromwell (1939; revisado en 1973)
- William the Silent (1944)
- Velvet Studies (1946), una colección de ensayos
- Seventeenth-Century English Literature (1950; segunda edición 1970)
- The Last of the Radicals: Josiah Wedgwood, MP (1951)
- The Great Rebellion (dos de los tres volúmenes completados)
  - The King's Peace, 1637-1641 (1955)
  - The King's War, 1641-1647 (1958)
- The Trial of Charles I (1964; también publicado como A Coffin for King Charles y más tarde como A King Condemned: The Trial and Execution of Charles I (Taurus Parke Paperbacks: Londres, 2011))
- Poetry and Politics Under the Stuarts(1960), originalmente conferencias de Cambridge
- Truth and Opinion (1960), una colección de ensayos
- "Introduction" to Rose Macaulay, fThey Were Defeated (Londres: Collins, 1960); reimpresión de la edición de 1932 de la novela histórica
- Richelieu and the French Monarchy (1962)
- Montrose (1966)
- The Sense of the Past: Thirteen Studies in the Theory and Practice of History (Collier Books, 1967)
- The World of Rubens (Time-Life Books, 1973)
- The Spoils of Time: A Short History of the World, Vol. 1: A World History From the Dawn of Civilization Through the Early Renaissance (1985)
- History and Hope: The Collected Essays of C.V. Wedgwood (1987); "La mayoría de estos ensayos se publicaron originalmente en dos colecciones: Velvet Studies en 1946 y Truth and opinion en 1960, aunque el presente volumen contiene algunas piezas posteriores"

Traducciones
- Carl Brandi, The Emperor Charles V: The Growth and Destiny of a Man and of a World-Empire (en alemán Brandi, Karl.1937. Kaiser Karl V: Werden und Schicksal einer Persönlichkeit und eines Weltreiches . München: Bruckmann)
- Elias Canetti, Auto-da-Fé (1946; original en alemán: Die Blendung)